# Petanjci
Petanjci (deutsch Petanzen, ungarisch Szécsénykút) ist ein Dorf und ein Ortsteil der Gemeinde Tišina und liegt in Ravensko, dem ebenen Teil der historischen Region Prekmurje in Slowenien.

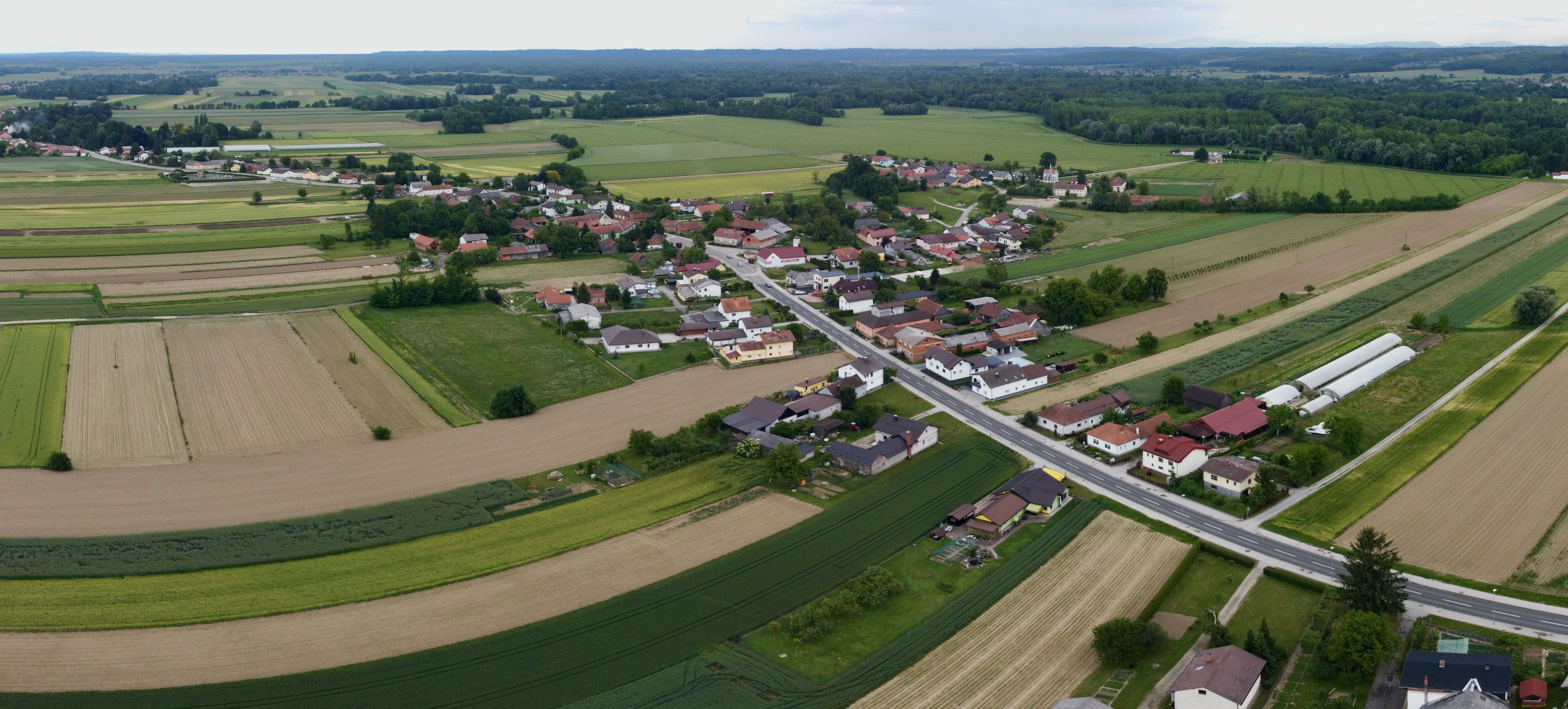
Luftbild von Petanjci, 2020

## Geografie
Petanjci (197 m. i. J.) ist ein langgestrecktes Straßendorf und setzt sich aus drei Siedlungsteilen zusammen, die jedoch nahtlos ineinander übergehen: Dolnji (Nieder-), Srednji (Mittel-) und Gornji (Ober-) Petanjci. Die Ortschaft liegt an der Hauptstraße Nr. 3, die von Maribor über Radenci nach Murska Sobota führt. Mit einer Ortsfläche von 763,7 ha, einer Bevölkerung von 649 Einwohnern und 280 Haushalten (2018) ist Petanjci die größte Siedlung der Gemeinde Tišina. Im Nordwesten berührt die Dorfgemarkung an der Kutschenitza den steirischen Bezirk Südoststeiermark. Der westliche und südliche Teil des Ortsgebietes wird von der Mur durchzogen. Die Auwälder, die den Fluss beidseitig begleiten, bilden den Lebensraum für eine besondere Flora und Fauna.

## Geschichte
Der Ort wird erstmals im Jahre 1229 urkundlich als Pethenegh erwähnt. Damals verkaufte der Eigentümer „Petan“ den größten Teil seines hiesigen Grundbesitzes an Angehörige der Familie Nádasdy. Im weiteren Spätmittelalter wird der Ort häufig genannt: Pethenye (1234), Pethenyed (1238), Petined (1265), Peteunych, Petanicz (1348), Felsepethenich, Kezepsewpethenich, et Alsopethenich (1419), tres Pethanycz (1472). Der ungarische Ortsname Szécsénykút entwickelte sich erst Mitte des 18. Jahrhunderts in Verbindung mit der Erschließung und Vermarktung der Mineralwasserquellen.

Flussmühle an der Mur bei Petanjnci, circa 1970

Im Jahre 1890 wird das Dorf amtlich Szécsenykút bezeichnet und hatte 515 Einwohner, davon bekannten sich 506 als Slowenen, 6 als Ungarn und 3 als Deutsche. Der Ort gehörte zum Bezirk Muraszómbat (heute Murska Sobota) des Komitats Vas/Eisenburg.
Durch den Friedensvertrag von Trianon kam das Dorf zum Königreich SHS. Für den nun amtlich Petanjci genannten Ort wurden bei der Volkszählung am 31. Januar 1921 folgende Daten ermittelt: 556 Slowenen und 1 Deutscher, von diesen 557 Bewohnern bekannten sich 546 zum katholischen und 11 zum evangelischen Glauben.
Bei der Zählung im Jahre 1931 wurden 633 Einwohner ermittelt, im Jahre 1961 waren es noch 728 und für das Jahr 1971 sind folgende Zahlen bekannt: 775 Einwohner, 157 Häuser, 170 Haushalte und 338 Dorfbewohner, die ausschließlich von landwirtschaftlichen Erträgen leben.

## Nádasdy-Burg

Petanjci, Fundstück Nádasdy-Burg, Kachelfragment mit Rittermotiv.

Die bekannten historischen und archäologische Daten über die Wasserburg Petanjci sind sehr bescheiden. Die Entwicklung der Burg könnte mit der Niederlassung der Adelsfamilie Nádasdy in Petanjci im Jahre 1229 in Verbindung stehen. In geschichtlichen Quellen wird die Burg jedoch erst im 16. Jahrhundert genannt.
Die Wasserburg Petanjci stand etwas erhöht in einem versumpften Überschwemmungsgebiet am Bach Rjavec und war von einem künstlichen Wassergraben mit Erdwall umgeben. Spuren der Befestigungsanlage, die über eine Ausdehnung von ca. 85 m mal 75 m verfügte, sind noch im Erdreich sichtbar. Wann die Burg verlassen und aufgegeben oder zerstört wurde, ist nicht bekannt.
Eine gewisse Bedeutung erhielt die Burg dadurch, dass während der Rekatholisierung, als am 28. September 1598 neunzehn Prediger und Professoren – darunter der Astronom Johannes Kepler – auf landesfürstlichen Befehl aus Graz vertrieben wurden, etliche dieser Exulanten hier auf dem Herrschaftssitz des Grafen Thomas Nádasdy vorübergehend Unterkunft fanden.
Durch das Bezirksmuseum Murska Sobota wurden im Jahre 1987 am vermeintlichen Standort Sondiergrabungen vorgenommen. Unter den gefundenen Gegenständen waren Fragmente von Tongefäßen und Ofenkacheln am zahlreichsten vertreten. Diese Tonfragmente sind hauptsächlich mit Pflanzenmustern und geometrischen Verzierungen versehen, wobei ein kleines Bruchstück (4,7 cm × 6 cm) mit dem Motiv eines Ritters besonders hervorsticht. Bei den Ausgrabungen wurden aber auch zwei Glasteile und etliche Eisennägel gefunden. Die Altersdatierung der Kachelfragmente konnte zeitlich den Jahren 1490 bis 1550 zugeordnet werden. Die Fundstücke sind teilweise im Pokrajinski muzej in der Stadt Murska Sobota ausgestellt.

## Persönlichkeiten des Ortes
- Ivan Vanek Šiftar (* 26. Mai 1919 in Petanjci; † 8. November 1999 in Murska Sobota), slowenischer Wissenschaftler, Universitätsprofessor, Jurist, Redakteur, Dichter und Gärtner.